# 민족문제연구소의 친일인명사전 수록자 명단 - 종교
민족문제연구소의 친일인명사전 수록예정자 명단 - 종교는 2008년 민족문제연구소가 발표한 친일인명사전 수록예정자 명단 중 종교 분야에 분류된 이들의 명단이다.

## 종교 분야 목록 (200명)

### 개신교(56명)
| - 갈홍기 (葛弘基) - 강도원 (姜道元) - 곽진근 (郭塡根) - 구연직 (具然直) - 구자옥 (具滋玉) - 김관식 (金觀植) - 김길창 (金吉昌) - 김수철 (金洙喆) - 김영섭 (金永燮) - 김우현 (金禹鉉) - 김응순 (金應珣) - 김응태 (金應泰) - 김인영 (金仁泳) - 김종대 (金鍾大) - 김진수 (金珍洙) - 김형숙 (金瀅叔) - 김활란 (金活蘭) - 남천우 (南天祐) - 박마리아 (朴瑪利亞) - 교육/학술 | - 박연서 (朴淵瑞) - 박현명 (朴炫明) - 변홍규 (卞鴻圭) - 송창근 (宋昌根) - 신후식 (申厚植) - 신흥우 (申興雨) - 심명섭 (沈明燮) - 양주삼 (梁柱三) - 오문환 (吳文煥) - 유각경 (兪珏卿) - 유일선 (柳一宣) - 유재기 (柳載奇) - 윤치소 (尹致昭) - 중추원 - 윤치영 (尹致暎) - 윤치호 (尹致昊) - 중추원, 제국의회, 친일단체 - 윤하영 (尹河英) - 이동욱 (李東旭) - 이명직 (李明稙) | - 이문주 (李文主) - 이용설 (李容卨) - 임학수 (林學洙) - 장기형 (張基衡) - 장운경 (張雲景) - 장홍범 (張弘範) - 전필순 (全弼淳) - 정상인 (鄭尙仁) - 정순모 (鄭順模) - 정인과 (鄭仁果) - 정춘수 (鄭春洙) - 조승제 (趙昇濟) - 채필근 (蔡弼近) - 최지화 (崔志化) - 최활란 (崔活蘭) - 한석원 (韓錫源) - 홍병선 (洪秉璇) - 홍택기 (洪澤麒) - 황종률 (黃鍾律) |

### 천주교(7명)
| - 김명제 (金命濟) - 김윤근 (金允根) - 남상철 (南相喆) | - 노기남 (盧基南) - 신인식 (申仁植) | - 오기선 (吳基先) - 장면 (張勉) |

### 불교(54명)
| - 강대련 (姜大蓮) - 강성인 (姜性仁) - 곽기종 (郭基琮) - 곽법경 (郭法鏡) - 권상로 (權相老) - 김경림 (金敬林) - 김경주 (金敬注) - 김동화 (金東華) - 김법룡 (金法龍) - 김삼도 (金三道) - 김영수 (金映遂) - 김영호 (金泳鎬) - 김용곡 (金龍谷) - 김재홍 (金在弘) - 김정섭 (金正燮) - 김정해 (金晶海) - 김지순 (金之淳) - 김진월 (金振月) | - 김청암 (金靑庵) - 김탄월 (金坦月) - 김태흡 (金泰洽) - 김한송 (金漢松) - 박대륜 (朴大輪) - 박도수 (朴度洙) - 박병운 (朴秉蕓) - 박영희 (朴暎熙) - 박원찬 (朴圓讚) - 박윤진 (朴允進) - 박찬범 (朴贊範) - 변설호 (卞雪醐) - 손계조 (孫啓照) - 신태호 (辛太浩) - 신윤영 (申允泳) - 유재환 (柳在煥) - 윤상범 (尹相範) - 이덕진 (李德珍) | - 이동석 (李東碩) - 이명교 (李明敎) - 이보담 (李寶潭) - 이석두 (李石竇) - 이종욱 (李鍾郁) - 이태준 (李泰俊) - 이혼성 (李混惺) - 이회광 (李晦光) - 임석진 (林錫珍) - 장도환 (張道煥) - 정병헌 (鄭秉憲) - 정창윤 (鄭昌允) - 정충의 (鄭忠宜) - 차상명 (車相明) - 최취허 (崔就墟) - 허영호 (許永鎬) - 홍태욱 (洪泰旭) - 황벽응 (黃碧應) |

### 천도교 (30명)
| - 김동수 (金東洙) - 김명호 (金明昊) - 김명희 (金明熺) - 김병제 (金秉濟) - 김종현 (金宗炫) - 남증석 (南曾石) - 박석홍 (朴錫洪) - 박완 (朴浣) - 백중빈 (白重彬) - 손광화 (孫廣嬅) | - 손재기 (孫在基) - 신용구 (申鏞九) - 오상준 (吳尙俊) - 이군오 (李君五) - 이근섭 (李根燮) - 이단 (李團) - 이돈화 (李敦化) - 이우영 (李宇榮) - 이인숙 (李仁淑) - 이종린 (李鍾麟) | - 이종식 (李宗植) - 임문호 (林文虎) - 전의찬 (全義贊) - 정광조 (鄭廣朝) - 조기간 (趙基竿) - 최단봉 (崔丹鳳) - 최린 (崔麟) - 중추원 - 최안국 (崔安國) - 최준모 (崔俊模) - 하상태 (河相台) |

### 유림 (53명)
| - 공성학 (孔聖學) - 권순구 (權純九) - 관료 - 김광현 (金光鉉) - 김동진 (金東振) - 김완진 (金完鎭) - 김유제 (金有濟) - 김정회 (金正會) - 김황진 (金璜鎭) - 나일봉 (羅一鳳) - 남상익 (南相翊) - 박기양 (朴箕陽) - 수작/습작, 중추원 - 박상준 (朴相駿) - 중추원, 제국의회, 관료 - 박승동 (朴昇東) - 박장홍 (朴長鴻) - 박제봉 (朴濟鳳) - 박제빈 (朴齊斌) - 수작/습작, 중추원 - 박제순 (朴齊純) - 매국, 수작/습작 - 박치상 (朴稚祥) | - 서재극 (徐載克) - 성낙현 (成樂賢) - 송시헌 (宋始憲) - 신현구 (申鉉九) - 중추원, 관료 - 심형진 (沈衡鎭) - 안인식 (安寅植) - 친일단체 - 여규형 (呂圭亨) - 오헌영 (吳憲泳) - 위대원 (魏大源) - 유만겸 (兪萬兼) - 중추원, 관료 - 유정수 (柳正秀) - 중추원 - 유진찬 (兪鎭贊) - 윤병호 (尹炳晧) - 윤희구 (尹喜求) - 이경식 (李敬植) - 중추원, 관료 - 이대영 (李大榮) - 이명세 (李明世) - 이상호 (李尙鎬) | - 이선호 (李宣鎬) - 중추원, 관료 - 이인직 (李人稙) - 이학로 (李學魯) - 이학재 (李鶴在) - 정만조 (鄭萬朝) - 교육/학술 - 정문현 (鄭汶鉉) - 정봉시 (鄭鳳時) - 정봉현 (鄭鳳鉉) - 정순현 (鄭淳賢) - 중추원 - 정윤수 (鄭崙秀) - 정준민 (鄭準民) - 정철영 (鄭喆永) - 주병건 (朱柄乾) - 최달빈 (崔達斌) - 한준석 (韓準錫) - 한창우 (韓昌愚) - 황돈수 (黃敦秀) |

## 같이 보기
- 친일파 708인 명단 - 사회, 문화, 예술계